# Gogoltilla chichikovi
Gogoltilla chichikovi  (лат.) — вид ос-немок (бархатных муравьёв) из подсемейства Sphaeropthalminae (триба Sphaeropthalmini), единственный в составе рода Gogoltilla. Эндемик Южной Америки. Назван в честь писателя Гоголя и Чичикова, одного из его литературных героев.

## Распространение
Южная Америка: Аргентина (Санта-Фе и Сантьяго-дель-Эстеро).

## Описание
Длина красновато-коричневого тела 4—6 мм (голова и часть груди самцов до чёрного): бескрылые самки от 3,7 до 5,8 мм; крылатые самцы — до 6,3 мм. Клипеус сильно выпуклый, гладкий и блестящий. 1-й тергит длиннее своей ширины (у самок почти равен) и в 0,5 раза шире 2-го тергита. Первый метасомальный сегмент суженый (субсидячий) по отношению ко второму. Шпоры голеней белые, формула шпор: 1-2-2. Имеют 6-члениковые нижнечелюстные и 4-члениковые нижнегубные щупики.  Глаза округлые, выпуклые, оцеллии заметные. Род Gogoltilla имеет признаки двух подтриб: Sphaeropthalmina и Pseudomethocina и вместе с родами Lophomutilla Mickel, 1952, Tallium André, 1902 и Protophotopsis Schuster, 1947 не может быть отнесён ни к одной из них. Это подтверждает вероятность монофилии этих двух подтриб и необходимость их объединения в составе трибы Sphaeropthalmini. Внешне вид Gogoltilla chichikovi напоминает отдельных представителей рода Tobantilla, отличаясь от последнего более узким первым тергитом брюшка и другим признаками.
Вид был описан в 2011 году американскими энтомологами Кевином Уилльямсом (англ. Kevin A. Williams) и Джеймсом Питтсом (James P. Pitts, оба из Университета штата Юта, Logan, Юта) и южноафриканским гименоптерологом Денисом Бразерсом (Denis J. Brothers; University of KwaZulu-Natal, Питермарицбург, Scottsville, ЮАР). Родовое название они дали в честь русского писателя Николая Васильевича Гоголя, а видовой эпитет — в честь Чичикова, главного героя его «Мёртвых душ».